# Lomas de Miradores
Lomas de Miradores är en ort i Mexiko.   Den ligger i kommunen Emiliano Zapata och delstaten Veracruz, i den sydöstra delen av landet, 250 km öster om huvudstaden Mexico City. Lomas de Miradores ligger 939 meter över havet och antalet invånare är 991.
Terrängen runt Lomas de Miradores är huvudsakligen kuperad, men den allra närmaste omgivningen är platt. Runt Lomas de Miradores är det ganska tätbefolkat, med 120 invånare per kvadratkilometer. Närmaste större samhälle är Xalapa, 15,7 km nordväst om Lomas de Miradores. Omgivningarna runt Lomas de Miradores är en mosaik av jordbruksmark och naturlig växtlighet.